# Jürgen Mohr
Jürgen Mohr, auch Hans Jürgen Mohr (* 18. August 1958 in Aachen) ist ein ehemaliger deutscher Fußballspieler.

## Leben
Der Mittelfeldspieler Jürgen Mohr unterschrieb 1978 beim Deutschen Meister 1. FC Köln unter Trainer Hennes Weisweiler seinen ersten Profivertrag. Nach nur fünf Einsätzen in zwei Jahren wechselte Mohr 1980 in die 2. Bundesliga zu Hertha BSC nach Berlin, mit der er in die 1. Bundesliga aufstieg. In der Saison 1982/83 wurde der technisch versierte, aber durch Verletzungen mehrfach zurückgeworfene Mittelfeldspieler in die neu installierte deutsche Olympia-Auswahlmannschaft unter Erich Ribbeck berufen, für die er vier Einsätze bestritt, darunter zwei Olympia-Qualifikationsspiele.
1983 ging Mohr als einer der ersten Millionentransfers zu Eintracht Frankfurt, wo er nach dem dritten Spiel gegen Bayer 04 Leverkusen eine schwere Adduktorenverletzung erlitt, womit er fast die gesamte Saison ausfiel und auch die Teilnahme an den Olympischen Spielen in Los Angeles 1984 verpasste. 1985 wechselte er zum Aufsteiger 1. FC Saarbrücken und 1986 in die Schweiz zum FC Luzern, der mit ihm 1989 Schweizer Meister wurde.
Im selben Jahr wechselte Mohr zum FC Sion, im darauf folgenden zu Servette Genf unter Trainer Gilbert Gress. Hier wurde Mohr an den beiden Achillessehnen operiert, womit er wieder fast die gesamte Saison ausfiel. 1991 ging er nochmals in die 2. Bundesliga zu Blau-Weiß 90 Berlin und 1992 zu Eintracht Trier, wo man zweimal knapp den Aufstieg in die 2. Bundesliga in den Aufstiegsspielen verpasste. 1995 beendete er dann mit 37 Jahren seine Karriere. 2007 trainierte er den Erstligisten SV Grevenmacher in Luxemburg und 2010 noch einmal den Bezirksligisten SV Hetzerath.
Seit 1996 ist Mohr selbständiger Handelsvertreter für Weine. Er bestreitet noch Spiele mit der Traditionsmannschaft von Eintracht Frankfurt und Einsätze im Team von Lotto Rheinland-Pfalz.

## Stationen
- 1976 bis 1978: Borussia Brand
- 1978 bis 1980: 1. FC Köln
- 1980 bis 1983: Hertha BSC
- 1983 bis 1985: Eintracht Frankfurt
- 1985 bis 1986: 1. FC Saarbrücken
- 1986 bis 1989: FC Luzern
- 1989 bis 1990: FC Sion
- 1990 bis 1991: Servette FC Genève
- 1991 bis 1992: Blau-Weiß 90 Berlin
- 1992 bis 1995: Eintracht Trier

## Statistik
- 1. Bundesliga
5 Spiele, 1. FC Köln
33 Spiele, 5 Tore, Hertha BSC
41 Spiele, 5 Tore, Eintracht Frankfurt
22 Spiele, 2 Tore, 1. FC Saarbrücken

- 2. Bundesliga
71 Spiele, 26 Tore, Hertha BSC
15 Spiele, Blau-Weiß 90 Berlin
3   Europa-League-Spiele
13 DFB-Pokal-Spiele
2  Relegationsspiele Bundesliga
9  Relegationsspiele zur 2. Bundesliga

- Nationalliga A, Schweiz
125 Spiele, 30 Tore
4 Spiele in der deutschen Olympiamannschaft 1982/83
69 Spiele, 23 Tore für Eintracht Trier, 3. Liga

## Erfolge
- 1980 DFB-Pokal-Finale (Bank)
- 1982 Aufstieg in die 1. Bundesliga
- 1989 Schweizer Meister mit dem FC Luzern
- 2 × Südwestmeister Eintracht Trier (3. Liga)